# Globe2 pop/rock
globe2 pop/rock es el noveno álbum de estudio de la banda japonesa globe, lanzado al mercado el 18 de diciembre del año 2002 bajo el sello personal de la banda avex globe al interior de Avex.

## Detalles
Este es el primer álbum de globe tras más de dos años aproximadamente de haberse alejado de la luz pública al menos como banda, y lanzado cerca del aniversario n.º 10 de la existencia de globe ocurrido en agosto del 2005. Pocoo tiempo después de que se dio por terminado la gira conmemoratoria de la banda llamada "globe Decade Tour" fue lanzado al mercado este álbum, el cual incluyó 12 temas completamente nuevos entre los que se encontró el opening theme de la serie de anime Black Jack, el tema "Here I Am", aparte del tema central de comerciales para la empresa Excite, "Judgement". Dicho tema también se convirtió en el primer sencillo exclusivamente virtual de la banda, y fue lanzado sólo a través de internet por la página de música iTunes.
Este álbum marca el comienzo de una nueva etapa en la carrera de globe, ya alejada de la presencia de la música Trance y la electrónica, y también de la presencia de Yoshiki. Casi todos los temas presentes en este trabajo discográfico son completamente distintos a los lanzados en los anteriores trabajos de la banda, siendo la mayoría adentrados más que nada a ritmos de pop/rock, y donde se aprecia fuertemente la presencia de guitarras, baterías, etc.

## Lista de canciones
1. Love goes on!!
2. EXPECTATION
3. Back 2 Be
4. Here I Am
5. LOST
6. Asian Night
7. goodBye NOW
8. Feel Like the Wind
9. Judgement
10. SHIFT
11. see the next page

- Datos: Q11682112